# Francisco Buyo
Francisco Buyo (Betanzos, 1958. január 13. –) spanyol  válogatott labdarúgókapus. Pályafutása legsikeresebb éveit a Sevilla és a Real Madrid csapataiban töltötte. Összesen 542 spanyol első osztályú mérkőzésen lépett pályára, ami visszavonulásakor a harmadik legtöbb volt a liga történetében. A Real Madriddal tizenkét jelentős trófeát nyert. 
A spanyol válogatottnak szűk egy évtizeden át volt tagja, két Európa-bajnokságon képviselte hazáját, mindkét esetben tartalékkapusként szerepelt a kontinenstornán.

## Pályafutása

### Klubcsapatban
Francisco 'Paco' Buyo Betanzos városában született A Coruña tartományban. Tizennégy éves korában kezdett futballozni a helyi Urál csapatában, ahol kapusként és középpályásként is jeleskedett., jobbszélsőként a csapat házi gólkirálya lett.
Első profi csapata az akkor másodosztályú RCD Mallorca volt, azonban egy szezon után csatlakozott a Deportivo de La Coruñához, ahol egészen 1980-ig védett. Katonai szolgálata és az egyéves kölcsönszerződése után - amit a Huescánál töltött -  az 1980-1981-es szezonban debütált az élvonalban a Sevilla FC színeiben. Az ezt követő hat szezonban 242 tétmérkőzésen lépett pályára az andalúz együttesben és ez idő alatt hívták meg először a válogatottba is.  
1986-ban a Real Madrid CF igazolta le a kiöregedő Miguel Ángel helyére. Mindjárt első idényében első számú kapus lett, összesen 44 tétmérkőzésen viselte a madridi csapat mezét és bajnoki címet ünnepelhetett a szezon végén. 1997-ben vonult vissza az aktív labdarúgástól, addig 343 bajnokin őrizte a fővárosiak kapuját.
Hazai porondon hatszor nyert bajnoki címet és kétszer spanyol kupát, de a nemzetközi porondon elkerülték a sikerek, a Bajnokcsapatok Európa-kupájában egyszer sem sikerült az élen végeznie csapatával. Az 1986-1987-es BEK szezonban a nyolcaddöntőben emlékezetes teljesítmény nyújtott a Michel Platinival felálló Juventus ellen. Az első mérkőzést a spanyolok nyerték 1-0-ra és a visszavágón is hasonló eredmény született, ezúttal olasz győzelemmel. A büntető párbajban Buyo két lövést is hárított, így a Real Madrid jutott tovább. A következő szezonjában elnyerte a Zamora-díjat, miután 23 gólt kapott mindössze 35 bajnoki mérkőzésen, majd az  1991-1992-es szezon végén ismét kiérdemelte az elismerést, miután 27 gólt kapott az egész bajnokság során.   
Az  1994-1995-ös szezonban Buyo újabb bajnoki elsőségnek örülhetett és egy 709 perces kapott gól nélküli sorozatnak 1994. december 3. és 1995. február 12. között. Ez az ötödik leghosszabb ilyen sorozat a spanyol liga történetében. Utolsó évében már csak harmadik számú kapus volt Bodo Illgner és Santiago Cañizares mögött, így 1997 nyarán bejelentette visszavonulását. Ekkor 542 első osztályú mérkőzésével a liga harmadik legfoglalkoztatottabb játékosa volt Andoni Zubizarreta és Eusebio Sacristán mögött.

### Válogatottban
Buyo még a Deportivo kapusa volt, mikor először meghívták a spanyol U21-es válogatottba. Részt vett az 1980-as olimpián, de a spanyol csapat kiesett az első forduló után. A felnőtt válogatottban hét alkalommal kapott lehetőséget, 1983. december 21-én a történelmi sikert hozó 12-1-es siker alkalmával debütált Málta ellen Sevillában. Tagja volt az 1984-es Európa-bajnokságon ezüstérmes csapatnak.

## Visszavonulása után
Visszavonulását követően rövid ideig edzette a Real Madrid utánpótlás csapatait, majd 2008-ban a Real Jaén tartalékcsapatát. A 2008-as Európa-bajnokság ideje alatt szakkommentátorként dolgozott az Aljazeera tévétársaságnál.

## Sikerei, díjai

### Klub
Real Madrid
- Spanyol bajnok: 1986–87, 1987–88, 1988–89, 1989–90, 1994–95, 1996–97
- Copa del Rey: 1988–89, 1992–93
- Spanyol Szuperkupa: 1988, 1989, 1990, 1993
- Copa Iberoamericana: 1994

### Válogatott
Spanyolország
- Európa-bajnokság: Döntős 1984

### Egyéni
- Zamora-díj: 1987–88, 1991–92